# دير يوسف (إربد)
دير يوسف قرية في لواء المزار الشمالي في إربد شمال المملكة الأردنية الهاشمية.

## وصف الدير
ينقسم «دير يوسف» إلى قسمين الأول «دير» وهو المبنى الذي يسكنه الرهبان. والثاني «يوسف» وهو اسم الراهب الذي كان يسكن هذه القرية قديما.

## الطبيعة الجغرافية للقرية
تعتبر قرية دير يوسف من المناطق الجبلية حيث تقع على ارتفاع ما يقارب 735 م فوق سطح البحر، وتتسم بجو بارد نسبيا قد يتسبب في سقوط الثلج في موسم الشتاء، وتتكون القرية من عدة شعب ومناطق لها مسميات خاصة يتعامل بها أهل القرية مثل:
1. المجرة
2. عياتا
3. الخلة
4. أبو العدس
5. باب الهوا
6. جروة
7. بهية
8. المقطع
9. القصارة
10. الطفيح

يحيط بالقرية من الجنوب المزار الشمالي، ومن الشمال قرية بيت يافا وشرقا قرية جحفيه وغربا قرية كفر كيفيا وقرية عنبه.

## معالم القرية

### الجامع الكبير
أهم معلم في هذه القرية هو الجامع الكبير (وسط البلد), والذي يعتبر الجامع الرئيسي التي تقام به الصلوات في الأعياد المباركة والجنازات، بالإضافة لوجود 7 جوامع أخرى متوزعة بين أطراف القرية، تعتبر نقاط تجمع ولقاء المتآخين من أبناءها، ونقطة انطلاق للمباركات والتهاني واعادة المريض والقيام بواجب التعازي.

### غابة ديريوسف (مشروع القينوسي)
تقع غابة ديريوسف في منطقة الكسارة الشرقية بجانب ملعب ديريوسف الرياضي، وتقدر مساحتها ب45 دونماً، وهي غابة اصطناعية نشأت في عام 2016 محاطة بالكامل بسياج لحمايتها من الرعي الجائر، وهي أول غابات «مشروع القينوسي لإنشاء الغابات الصغيرة واستدامتها»، شارك المجتمع المحلي في زراعتها وحظيت الغابة باهتمام كبير من أهالي المنطقة ومن الإعلام المحلي والعربي، خصوصاً أن الغابة التي تحتوي اليوم على أكثر من 1500 شجرة وشتلة حرجية نشأت بجهود المتطوعين دون أن يتلق المشروع أي دعم مادي خارجي، هذا بالإضافة إلى إلتزام إدارة المشروع بزراعة الأشتال الحرجية الأصيلة مثل السنديان والبلوط والخروب والقيقب والبطم واللزاب وذلك محاكاةً للغابات الطبيعية وحماية للتنوع الحيوي.
يهدف مشروع القينوسي إلى جذب اهتمام المجتمع المحلي صغارا وكبارا نساءً ورجالاً للمشاركة بزراعة غاباتهم والإعتناء بها وإلى إشراك مؤسسات الدولة التي بدورها منحت الأرض والأشتال الحرجية والحماية والمشورة اللازمتين.
إن مشروع القينوسي هو أحد مشاريع «بنّوره للتنمية والتطوير» وهي شركة غير ربحية ويتولى مؤسسوها من أبناء العشيرة إدارة شؤون غابة ديريوسف بما فيها عمليات التحريج والري والرعي المنظم وتقديم الدعم المادي اللازم لتغطية كافة تكاليف التحريج والري والإستدامة.

## الخدمات العامة
يوجد في قرية دير يوسف العديد من الخدمات التي تساعد ابناؤها على العيش الكريم، مثل:
مستشفى الفاروق، المدارس الثانوية للبنين والبنات، نادي رياضي للشباب، نادي ثقافي، مركز تعليم الإنترنت، مكتبات، مركز للمرأة الريفية، وغيرها.